# Resa a discrezione
Resa a discrezione è una commedia di Giuseppe Giacosa. Venne rappresentata per la prima volta al Teatro dei Filodrammatici di Milano il 29 marzo 1886.

## Trama
La scena si svolge a Roma. I primi tre atti in casa della marchesa Elena, il quarto in casa di Gemma.

### Atto primo
La marchesa, vedova, ha invitato a pranzo numerosi amici, tra i quali anche i suoi corteggiatori Paolo e D'Almena. Discorrendo, Elena e le sue amiche vengono a sapere che uno zio di Elena, Teodoro, intende raccomandare presso il governo svedese, dove in passato è stato ambasciatore, il giovane Andrea Sarni, affinché a questo venga concesso di partecipare a una spedizione per l'esplorazione del Polo Nord.
Teodoro racconta che Andrea è fermamente intenzionato a partecipare, e niente potrebbe fargli cambiare proposito. Elena sostiene invece di poter sedurre Andrea facendolo rinunciare al viaggio, e scommette con Gemma che vi riuscirà. Quando Andrea si presenta, Elena cerca di sondarne il carattere, e lo punzecchia con i teneri atteggiamenti tenuti con Filippo, un giovane ospite molto intimo di Elena e delle sue amiche. Infine Andrea si congeda e viene invitato a tornare il giorno seguente per ritirare la lettera di raccomandazione di Teodoro.

### Atto secondo
Quando Andrea si presenta a ritirare la lettera tutto è pronto per tendergli la trappola: un ritratto di Filippo in bella vista per farlo ingelosire, un libro di esplorazioni ostentatamente letto da Elena per fare nascere in Andrea l'ammirazione per la marchesa. A compiere l'opera si presenta poi Filippo in persona, a cui Elena ha dato appuntamento alla stessa ora in cui attendeva Andrea. Si presenta anche D'Almena, che fa capire che non sarà difficile vincere l'aspirante esploratore: si dice di lui che sia solo un vanitoso con ben poco coraggio.
Quando Andrea ed Elena rimangono soli, Elena si mostra affranta, dicendo di sentirsi stanca di vivere, di essere disgustata del proprio pessimo carattere, di non avere amici. Andrea cede subito: straccia la lettera di raccomandazione appena ricevuta e promette che non partirà, per rimanere accanto ad Elena.

### Atto terzo
La rinuncia di Andrea al viaggio avventuroso è divenuta di dominio pubblico, e si sussurra che Andrea, insegnante di scienze con pochi quattrini, voglia chiedere la mano di Elena per entrare in possesso delle sue ricchezze.
Andrea, sinceramente innamorato di Elena, capisce di essere stato oggetto di una scommessa entrando in casa della marchesa proprio nel momento in cui Gemma consegna la raffinata statua che era stata messa in palio. I presenti vedendo Andrea non riescono a trattenere le risate e tutto diviene chiaro.
Andrea, che dopo la rinuncia al viaggio ha frequentato spesso Elena, le chiede un chiarimento, la scongiura di dirgli che anche lei ha sentimenti sinceri nei suoi confronti e arriva a chiederla in moglie. Ma Elena tentenna e chiede che Andrea si accontenti di averle rasserenato l'animo. Andrea fugge lasciandola impietrita.

### Atto quarto
È  trascorso circa un mese. Elena, dopo avere cercato inutilmente di riallacciare i rapporti con Andrea, che si è sempre negato, ha cominciato ad accompagnarsi assiduamente a Filippo. Quest'ultimo, resosi conto che la mente di Elena è sempre rivolta ad Andrea, fa in modo che i due si incontrino durante un ballo organizzato da Gemma.
Elena cerca di ottenere il perdono di Andrea, dicendogli che quando ha accettato la scommessa ancora non lo conosceva, che poi si è veramente innamorata di lui e che sarebbe disposta ad essere messa alla prova. Andrea è indeciso ma poi temendo di essere ancora ingannato se ne va.
Elena confida a D'Almena, che ha tenuto i contatti tra lei, Andrea e Filippo, che partirà per la Svizzera con Filippo. Non lo ama, ma spera in questo modo di vendicarsi di Andrea e farlo ingelosire. Filippo sente il discorso di Elena e, non intendendo prestarsi al gioco, fugge senza neppure salutarla.
D'Almena allora rivela ad Andrea il progetto di Elena. Andrea furibondo torna da Elena e le chiede se veramente vuole partire con Filippo, ma subito, di fronte all'implorazione di lei, si intenerisce e le confessa d'amarla ancora.